# Stipa carettei
Stipa carettei är en gräsart som beskrevs av Lucien Leon Hauman. Stipa carettei ingår i släktet fjädergrässläktet, och familjen gräs. Inga underarter finns listade i Catalogue of Life.